# Бронислав Вилдщайн
Бронѝслав Вѝлдщайн (на полски: Bronisław Wildstein) е полски публицист, журналист, телевизионен и радиоводещ, писател, актьор, политик, юрист и активист на местната власт. В периода 2006 – 2007 е председател на управителния съвет на Полската телевизия. Кавалер на Ордена на Белия орел.

## Биография

### Младежки години
Роден ена 11 юни 1952 в Олщин. Бабата и дядото на Вилдщайн са религиозни евреи от Тарнов, които в ежедневието си служат с езика идиш. Баща му, Шимон Вилдщайн (1907 – 1968), е военен лекар, комендант на болница и комунист от предвоенния период – член на Полската комунистическа партия, по време на антисемитските чистки през 1967 е отстранен от войската. Майка му, Геновефа Вилдщайн (1921 – 1991), е израснала в село. Тя е антикомунистка и след войната помага на издирваните от Службите на вътрешна сигурност участници в Армия Крайова, за известно време (до 1956) е член на Полска обединена работническа партия. И двамата родители на Бронислав Вилдщайн са погребани във военното гробище на ул. „Прандоти“.
На петгодишна възраст Бронислав Вилдщайн се разболява от туберкулоза. С надежда да немери по-здравословен климат семейството му се премества в Пшемисл.Оценките за поведението му три пъти стават причина да смени училището. В периода 1971 – 1980 следва полска филология в Ягелонския университет, но не завършва обучението си. Още в началото на своето следване започва да се занимава с опозиционна дейност, като сътрудничи Комитета за защита на работниците, става един от основателите на Студентски комитет Солидарност в Краков през 1977 и съорганизатор на Асоциацията на независимите студенти в Краков.

### Емиграция
През август 1980 г. Вилдщайн и съпругата му Ивона Галинска-Вилдщайн (с която сключва брак през 1978) получават паспорти и решават за заминат на Запад. Заминаването им се ускорява неочаквано, поради сбиване с милиционери след събиране у Ян Рокита в Бежанов край Краков. Семейство Вилдщайн заминават с влак за Виена. Военното положение ги сварва във Франция, където Вилдщайн е редактор на месечното издание „Контакт“ и кореспондент на Радио Свободна Европа.

### Приятелството му със Станислав Пияс
Около 1976 той и близките му приятели: Станислав Пияс и Леслав Малешка, са задържани от Службите за сигурност. И тримата са подложени на разпит, но единствено Малеша издава на Службите подробности за своята дейност и за тази на колегите му. След като излиза на свобода, той признава на приятелите си какво е сторил. Единственото, което не им казва, е, че е станал таен сътрудник на Службите за сигурност.
На 7 май 1977 е открито тялото на мъртвия Станислав Пияс. Това се случва точно преди студентските празници Ювеналия и приятелите на Пияс призовават празниците да бъдат бойкотирани. Започват демонстрации и протести. Вечерта на 15 май 1977 (след края на Черния марш, организиран по идея на Вилдщайн) край Вавел е прочетена декларация за създаването на Студентски комитет Солидарност в Краков.
Години наред Вилдщайн се стреми да разкрие задкулисието на смъртта на Станислав Пияс. Води дело срещу съдебния експерт, професор Зджислав Марек, който през 1977 г. излиза със становище, че Пияс е умрял, падайки по стълбите. Вилдщайн го нарича укривател на убийци. Губи делото, но по същото време самият З. Марек, без да знае, че го записват, в началото на 90-те години на XX век, признава в телефонен разговор с журналистка, че „някой е пречукал Пияс … но аз не знам кой …“, но през 2009 г. признава, че изобщо не е направил оглед на трупа, а само се е подписал под доклада, предварително подготвен от други хора.
През 2001 благодарение на Вилдщайн е разкрит таен сътрудник на Службите за сигурност с псевдоним „Кетман“. Оказва се, че това е работещият по това време в „Газета Виборча“ Леслав Малешка, който доносничи за дейността на Студентския комитет Солидарност в Краков.

### Дейност след 1989

#### Журналистическа дейност
След като през 1989 се завръща от емиграция, става шеф на Полско радио Краков. В началото на 90-те години сътрудничи на „Газета Виборча“. В периода 1994 – 1996 е секретар на редакция „Жиче Варшави“, след което заедно с Томаш Волек се прехвърля на работа в ежедневника „Жиче“. В средата на 90-те пише фейлетони за месечното издание „Архитектура-муратор“.
Сътрудник е и на седмичника „Впрост“, работи като фейлетонист към „Нове Панство“ и като публицист в „Жечпосполита“, откъдето е уволнен на 31 януари 2005, след скандал, свързан с т.нар. списък на Вилдщайн. Става дума за това, че от Института за национална памет е изнесен и разпространен индекса към каталога на лицата, наблюдавани от Специалните служби на Полската народна република. Вилдщайн се аргументира, твърдейки, че по този начин иска да направи възможно ускоряването на лустрацията в Полша. Въпреки че списъкът е известен в журналистическите среди още преди това, едва публикацията в „Газета Виборча“ прави случая обществено достояние.
През 2005 Бронислав Вилдщайн обявява, че ще съди актьора Даниел Олбрихски, който в предаването на Томаш Лис „Какво с тази Полша?“ (Polsat) го обвинява, че през 80-те години на XX в. е доносничил на френските власти за Мирослав Хойецки (за това, че Хойецки е наемал нелегално работници), което Хойецки (намиращ се в чужбина) опровергава още в момента на записване на програмата, отричайки го по телефона (според „Жечпосполита“).
След като е уволнен от „Жечпосполита“ работи във „Впрост“ и води програмата „Без автоцензура“ в ТВ Плюс. През май 2006 единодушно е избран от Надзорния съвет за председател на Управителния съвет на TVP. На 26 февруари 2007 е отстранен от длъжността председател на Управителния съвет на TVP. През 2007 се връща в редакцията на „Жечпосполита“ като политически коментатор. От 2008 отново се връща в TVP като автор и водещ на Сенките на ПНР (Cienie PRL-u). В продължение на 2 години, от септември 2008 до октомври 2010, води в TVP1 авторска програма Бронислав Вилдщайн представя. След като програмата е свалена от ефир, продължава публицистичната си дейност на платформата tv.rp.pl.
От 2011 до ноември 2012 публикува в седмичника Уважам ЖЕ (Uważam Rze). Сътрудничи си и с Радио Мария и Телевизия Трвам. От януари 2013 е публицист в седмичника „До Жечи“ (Do Rzeczy).
През ноември 2012 издателство Fronda публикува интервю с Бронислав Вилдщайн със заглавие „Непокорният“ (автори на книгата са Пьотр Заремба и Михал Карновски).
В края на 2012 става главен редактор на новосъздадената Телевизия Република. Води в ефир предаване озаглавено „Вилдщайн представя“ което е продължение на програмата, водена от него до 2010 в TVP1. През септември 2014 се отказва от длъжността главен редактор, като продължава да води предаването си.
Става член на Сдружението на полските писатели и на Сдружение свободно слово. От април 2005 е почетен член на Сдружение KoLiber.
От септември 2016 до юни 2017 води предаването „Полудник Вилдщайна“ (Południk Wildsteina) в TVP2, а от септември 2017 води предаването „О цо ходжи?“ (O co chodzi?) в TVP Info.
На 29 май 2018 става член на Капитула на Ордена на Белия орел.
Има двама сина, родени в Париж: Давид (роден през 1983 също е журналист) и Шимон (роден през 1988).

#### Обществена роля
През октомври 2015 става член на Националния съвет за развитие, свикан от президента Анджей Дуда. С постановление на президента A. Дуда от 27 юни 2016 влиза в състава на Колегиума на Института за национална памет – Комисия за преследване на престъпления срещу полската нация. В началото на февруари 2018 е назначен от премиера Матеуш Моравицки за член на отдела „Диалог с Израел“

## Доброволческа дейност
Той е активен доброволец, свързан първоначално с парижката ложа „Коперник“, обединяваща лица с полски корени в рамите на Великата национална ложа на Франция, а по-късно с варшавската ложа-майка „Кперник“ на Великата национална ложа на Полша и с краковската ложа „Победеното суеверие“ (Przesąd Zwyciężony), на която е Велик майстор. Изпълнява и функцията на Велик пазач на Великата национална ложа на Полша. Напоследък, както самият той признава, се е оттеглил от участие в дейността на масонските ложи.

## Творчество

### Белетристика

#### Романи
- 1989 Jak woda (Oficyna Literacka)
- 1992 Brat (Oficyna Literacka, ISBN 83-85158-72-3)
- 2004 Mistrz (Świat Książki, ISBN 83-7391-725-X)
- 2008 Dolina nicości (Wydawnictwo M, ISBN 978-83-60725-66-5)
- 2011 Czas niedokonany (Zysk i S-ka, ISBN 978-83-7506-797-2)
- 2012 Ukryty (Zysk i S-ka, ISBN 978-83-7785-072-5)
- 2016 Dom wybranych (Zysk i S-ka 978-83-6552-153-8) / Къщата на избраните (издателство Труд 2019, ISBN 978-95-4398-628-6)

#### Сборници с разкази
- 1992 O zdradzie i śmierci (Oficyna Literacka, ISBN 83-7124-015-5)
- 2003 Przyszłość z ograniczoną odpowiedzialnością (Arcana, ISBN 83-89243-60-1)

### Публицистика
- 1987 Jakiej prawicy Polacy nie potrzebują (Oficyna im. Józefa Mackiewicza)
- 2000 Dekomunizacja, której nie było czyli Mistyfikacja triumfująca (Ośrodek Myśli Politycznej, ISBN 83-7188-401-X)
- 2005 Długi cień PRL-u, czyli dekomunizacja której nie było (Arcana, ISBN 83-89243-42-3)
- 2008 Moje boje z III RP i nie tylko (Fronda, ISBN 978-83-60335-93-2)

### Есеистика
- 2009 Śmieszna dwuznaczność świata, który oszalał (Fronda, ISBN 978-83-60335-98-7)

### Сборници с интервюта
- 2000 Profile wieku (Świat Książki, ISBN 83-7227-563-7)

### Филмография
Бронислав Вилдщайн е консултант на филма от 1996 „Улични игри“ (Gry uliczne) (режисьор Кшищоф Краизе), създаден по събитията около смъртта на Станислав. Участва също в документалния филм със заглавие „Тримата приятели“ (Trzech kumpli), чиито автори са Ева Станкевич и Анна Ференс.
През 2010 г. е премиерата на телевизионния спектакъл „Долината на нищото“ (Dolina nicości), режисиран от Войчех Новак, чийто сценарий е създаден от Войчех Томчик по романа на Вилдщайн със същото заглавие.
През 2017 г. е създаден документалния филм на Михал Музичук със заглавие „Париж. Свършено време“ (Paryż. Czas dokonany), който разказва за дейността на Бронислав Вилдщайн в Париж.

## Награди
- 1990 На града на фондация „Кошчелски“
- 2004 Награда „Анджей Кийовски“ – за сборника с разкази „Бъдеще с ограничена отговорност“ (Przyszłość z ograniczoną odpowiedzialnością)
- 2005 Почетен член на сдружение KoLiber
- 2009 Награда „Дариуш Фикус“ за 2008 в категорията „творец в медиите“
- 2009 Литературна награда Юзеф Мацкевич за 2009 за „Долината на нищото“
- 2012 Награда „Йежи Желински“ за книгата „Полша, антисемитизъм левица“ (Polska, antysemityzm, lewica)
- 2016 „Laur SDP“ за 2015
- 2018 Годишната на града на министъра на културата и националното наследство в категория литература

## Отличия
- 17 февруари 2011 медал „Непоколебим в думите“.
- 21 септември 2006 отличен от президента на Република Полша с офицерски Орден на Възраждане на Полша.
- 18 януари 2016 златен медал „Заслужил за културата Gloria Artis“
- 28 април 2016 Орден на Белия орел.
- 18 април 2017 Кръст на свободата и солидарността.
- 7 май 2019 Медал на столетието от извоюване на независимостта.